# II (Moderat-Album)
II (teilweise auch als Moderat II bezeichnet) ist das zweite Musikalbum des Berliner Projektes Moderat, bestehend aus Modeselektor und Apparat. Es wurde am 2. August 2013 auf Monkeytown Records veröffentlicht mit Unterstützung von Mute für die Verbreitung in den Vereinigten Staaten und Kanada.

## Entstehung und Veröffentlichung
In den Jahren nach dem ersten Moderat-Album von 2009 widmeten sich Modeselektor und Apparat den jeweils eigenen Karrieren. Apparat veröffentlichte 2011 sein viertes Album The Devil's Walk und zwei Jahre später Krieg und Frieden, den Soundtrack zu einer Theaterumsetzung des  gleichnamigen Romans von Leo Tolstoi. Modeselektor gründeten mit Monkeytown Records ein eigenes Label und veröffentlichten 2011 ihr drittes Studioalbum Monkeytown.
Zur Jahreswende 2012/2013 begannen die Arbeiten an dem neuen gemeinsamen Album, welches bereits vor Vollendung Ende Januar offiziell angekündigt wurde. Insgesamt arbeiteten die Musiker sechs Monate an II.
Das Album erschien als Download, CD und Schallplatte, sowie Deluxe CD, Deluxe Doppel-LP und als Limited Coloured Doppel-LP Deluxe Vinyl.
Unterstützt wurde II durch eine umfassende Tour durch Europa, Nordamerika und weiteren Regionen. Wie schon bei der Tour zum ersten Album, liefert das Design-Kollektiv Pfadfinderei visuelle Unterstützung in Form von Videos und Arrangement der Bühnenshow. Im September 2013 musste die Tour aufgrund eines Motorradunfalls von Apparat unterbrochen und Konzerttermine verschoben werden.
Die erste Single des Albums Bad Kingdom wurde am 12. Juli als limitierte 10" zusammen mit einer Instrumentalversion veröffentlicht. Die Pfadfinderei erstellte ein Musikvideo, welches in einem ähnlichen Grafikstil wie das Cover gehalten ist. Das Video wurde von der Musikseite Pitchfork, durch Veröffentlichung auf dem Youtube Sender, unterstützt. Am 31. Juli verkündete die Band auf ihrer Facebook-Seite, dass das Album als Preview über Spotify angehört werden kann.
UNICEF verwendete im Oktober die zweite Singleauskopplung Gita in einem Video für eine Initiative gegen häusliche Gewalt.
Im Januar 2014 veröffentlichte Moderat die dritte Single Last Time, welche soweit nur auf der Deluxe-CD-Edition enthalten war, zusammen mit einem Video von Pfadfinderei und einem Remix von Jon Hopkins. Im selben Monat wurde II als Deluxe-Tour-Edition mit einer instrumentalen Version des Albums, Musik- und Interviewvideos und Remixen von Jon Hopkins, Robag Wruhme und Anstam herausgebracht.

## Allgemeines
Im Gegensatz zum ersten Album, welches unter Anderen Busdriver, Paul St. Hilaire und Dellé von Seeed als Gastmusiker darbot, enthält II keine Kollaborationen.
Wie schon beim ersten Album stammt das Cover-Artwork von dem Graphiker, Musiker und langjährigem Freund der Band Siriusmo. Weiteres Artwork wurde von Pfadfinderei erstellt.
Das Album vereint verschiedene Musikrichtungen und enthält Elemente von klassischem Techno, elektronischer Popmusik,  IDM, Ambient und Dubstep/2-Step Garage.

## Rezeption
Auf der Seite Metacritic.com hält das Album eine auf 30 Kritiken basierende Wertung von 74 von 100 Punkten, was eine im „Wesentlichen positive“ Bewertung bedeutet.

## Titelliste
1. The Mark (Interlude) – 1:36
2. Bad Kingdom – 4:22
3. Versions – 5:10
4. Let in the Light – 4:15
5. Milk – 10:04
6. Therapy – 5:45
7. Gita – 4:22
8. Clouded (Interlude) – 1:33
9. Ilona – 5:03
10. Damage Done – 5:26
11. This Time – 5:45
12. Last Time – 5:18 (nur auf der Deluxe-CD-Edition)